# کمدیا دلآرته

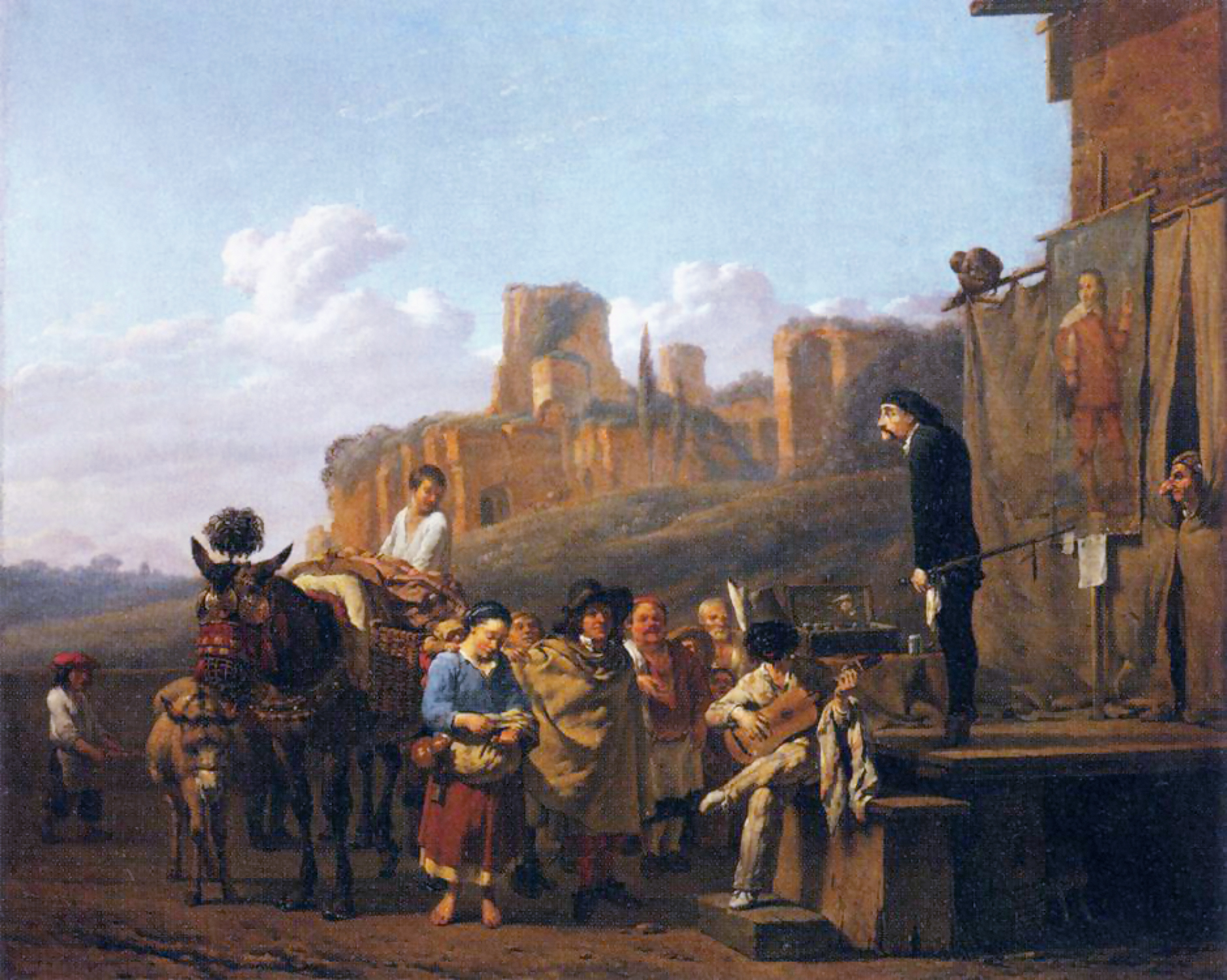
Karel Dujardins- کمدی مهارت - موزه لوور ۱۶۵۷

کمدی مهارت یا کمدیا دلارته (به ایتالیایی: Commedia dell'arte) نوعی از نمایش‌های مبتنی بر تئاتر بداهه‌سازی است که در سده ۱۶ در ایتالیا شکل گرفت. نام کامل این نمایش به ایتالیایی «commedia dell’arte all’improvviso» است به معنی «کمدی مهارت بداهه‌پردازی.»
به آن کمدی هنرمندان یا کمدی ماسک هم می‌گفتند.
کمدی دل آرته ترکیبی بود از لطیفه‌گویی، حاضر جوابی، شعبده بازی، حرکات آکروبات، رقص و موسیقی، مونولوگ و دیالوگ های خنده‌دار و تقلید.
چون این تئاتر در مقابل تماشاگرانی اجرا می‌شد که زبان ایتالیایی نمی‌دانستند، بازیگران در حرکات و حالات بدنی اغراق می‌کردند تا تماشاگران از زبان بدن آنها منظورشان را در‌یابند.
این شکل از شادی‌نامه بیشتر توسط هنرمندان چیره‌دستی که به فنون "پانتومیم" و بداهه‌پردازی آشنا بودند و توانایی فراوانی برای انجام حرکات آکروباتیک داشتند، توسط این بازیگران دوره گرد، از شهری به شهری دیگر اجرا می‌شد.
کمدی مهارت عمده توجه خود را به خلق تیپ‌های نمایشی مبذول می‌ساخت و معمولاً ۱۰ بازیگر تیپ‌های مختلف را به نمایش می‌گذاشتند. دلیل فراگیرشدن این شکل از نمایش امکان سفر گروه هنرمندان به نقاط مختلف و سبک بودن وسایل لازم صحنه بود، که شامل لباس بازیگران، 
ماسک‌ها و شمشیرهای چوبی بود. پویایی و ریتم سریع اجراها و امکان بداهه‌سازی بازیگران با توجه به محل و شرایط اجرا گسترش آن را در ایتالیا، فرانسه، انگلیس و روسیه و آلمان فراهم کرد. کمدیادلارته با نمایش "تخت حوضی" ایرانی شباهت بسیاری دارد.
در واقع هم شخصیت های اغراق آمیز در این نوع کمدی وجود داشت و هم‌ شخصیت های پیچیده.
همچنین از ماسک(صورتک) هم در این نمایش استفاده می‌شد.
از ویژگی های دیگر آن استفاده از زبان عامیانه(محاوره) و لهجه ها و گویش های مختلف و گاهاً نادرست در طول نمایش بود.
شکسپیر نمایشنامه "کمدی اشتباهات" را تحت تاثیز کمدیا دلآرته نوشت.

## تیپ‌ها

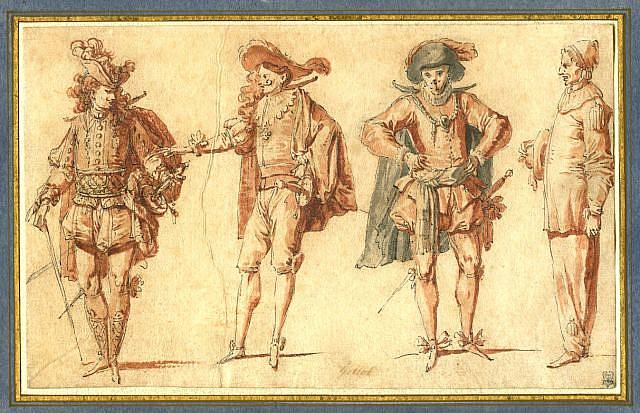
طراحی لباس کمدیادلارته- اوایل قرن ۱۸

- در کمدی مهارت تیپ‌های مختلفی وجود داشت که عمده‌ترین آن‌ها عبارت بودند از:[۳]

آرلِکینو: لوده که خدمتکاری زرنگ و چابک و ماهر است.
این شخصیت، صورتکی به رنگ قهوه‌ای مایل به قرمز می‌زند؛ با ابروهای متعجب و بالارفته، چشم‌های گربه‌ای، بینی کوتاه، گوشه‌های لب تا روی گونه و خال گوشتی بزرگ.
او لباس‌هایی می‌پوشد که پر از تکه‌‌پارچه‌های رنگارنگ وصله‌شده است.
۲- زانی‌ها: دو خدمتکار (مرد و زن) مسن، بی‌ادب و بدجنس. صورتک‌های آن‌ها به رنگ قهوه‌ای تیره است؛ با پیشانی بلند و برجسته و چشمانی ریز.
۳- پانتالونه: پیرمردی ثروتمند با لهجه ونیزی که اغلب با خدمتکارش زانی وارد ماجراهای عاشقانه می‌شود.
صورتک او به رنگ کرم روشن یا قهوه‌ای است با بینی قوزدار و ابروها و چشمانی رو به پایین و افتاده. این شخصیت، لباسی قرمز می‌پوشد با کتی تنگ و اغلب حیله‌گر، خسیس و عاشق تجمل است.
۴- ایل‌دوتوره: دکتر در طب یا حقوق با لهجه بولونی. طبل توخالی است و فقط ادعای فضل دارد.
لغات لاتین را اشتباه به کار می‌برد. ساده‌لوح است و معمولا گول می‌خورد.
رنگ صورتک او بنفش تیره است و بینی بزرگی دارد. لباس سرتاپا سیاه می‌پوشد با یقه و سرآستین‌های سفید و یک دستمال سفید هم از کمربند چرمی‌اش آویخته است.
۵- ایل‌کاپیتانو: کاریکاتوری از شجاعت! جسور کاذب. اغلب از رشادت‌هایش در جنگ‌های گذشته می‌گوید و دروغ‌پرداز است.
صورتک او به رنگ کرم روشن یا قهوه‌ای است. صورتک او ظاهری تهدیدآمیز دارد با یک بینی بزرگ و سبیل‌های مجعد.
۶- پولچینِلا: خدمتکاری مسن اهل ناپل. صورتک او بینی عقابی بزرگی دارد با ابروهای افتاده و چشم‌های گرد.
خال‌های زیاد و برجسته‌ای هم روی بینی، گونه و پیشانی دارد.
۷- بریگِلا: خدمتکاری مسن، حیله‌گر و مردم‌آزار. رنگ صورتک او متمایل به سیاه است و بینی پهن و مویی زیر لب پایینی دارد.
شخصیت‌های دیگر عبارتند از: گراتسیانو، ایناموراتو، پانتالون …